# Compuestos orgánicos volátiles

Fuentes originadoras de los compuestos orgánicos volátiles.

Los compuestos orgánicos son sustancias químicas que contienen carbono y se encuentran en todos los seres vivos. Los compuestos orgánicos volátiles (COV o VOC's por sus siglas en inglés) se convierten fácilmente en vapores o gases. Junto con el carbono, contienen elementos como hidrógeno, oxígeno, flúor, cloro, bromo, azufre o nitrógeno. Los COV son liberados por la quema de combustibles, como gasolina, madera, carbón o gas natural. También son liberados por disolventes, pinturas y otros productos empleados y almacenados en la casa y el lugar de trabajo.
Algunos ejemplos de compuestos orgánicos volátiles son:
- Naturales: isopreno, pineno y limoneno.
- Artificiales: benceno, tolueno, nitrobenceno.

Otros ejemplos son formaldehído, clorobenceno, disolventes como tolueno, xileno, acetona, y tetracloroetileno (o percloroetileno), el principal disolvente usado en la industria de lavado en seco.
Muchos compuestos orgánicos volátiles se usan comúnmente en disolventes de pintura y de laca, repelentes de polillas, aromatizantes del aire, materiales empleados en maderas, sustancias en aerosol, disolventes de grasa, productos de uso automotor y disolventes para la industria de lavado en seco.
Muchos compuestos orgánicos volátiles son peligrosos contaminantes del aire. La importancia de los COV reside en su capacidad como precursores del ozono troposférico y su papel como destructores del ozono estratosférico. Contribuyen a la formación del esmog fotoquímico al reaccionar con otros contaminantes atmosféricos (como óxidos de nitrógeno) y con la luz solar. Se da principalmente en áreas urbanas, dando lugar a atmósferas ricas en ozono de un color marrón. Reduciendo la emisión de estos compuestos orgánicos volátiles y de los óxidos de nitrógeno se conseguiría evitar la formación del esmog.
Se ha de mencionar que los compuestos orgánicos volátiles son también responsables del 90 % de las precipitaciones en zonas boscosas, siendo estos formados por partículas microscópicas como esporas de hongos, polen, así como también isoprenos; las cuales parcialmente fotoxidadas atraen a las moléculas de agua logrando la precipitación.

## Definición y propiedades de compuestos orgánicos volátiles
El término compuestos orgánicos volátiles (COV) incluye un conjunto de hidrocarburos que, en circunstancias normales se encuentran en forma gaseosa a temperatura ambiente, o bien, tienen una alta volatilidad en esas condiciones. La normativa europea los define como compuestos orgánicos con una presión de vapor superior a 0,01 kPa a 293,15 K.
Son compuestos ligeros, con menos de 12 átomos de carbono, y grupos funcionales diversos. Hay más de un millar de compuestos que pueden considerarse COV, pero los más abundantes son: metano, etano, propano, n-butano, n-pentano, benceno, tolueno, xileno y etileno.
Las fuentes pueden ser naturales (metano, isoprenoides emitidos por la vegetación) o antrópicas (disolventes).
Los compuestos orgánicos volátiles presentan propiedades características responsables de sus efectos sobre la salud y el medio ambiente. Son compuestos volátiles, liposolubles, tóxicos e inflamables.
- Volatilidad: Son compuestos orgánicos que se evaporan rápidamente a la atmósfera. Esta propiedad da lugar tanto a contaminación atmosférica como a importantes riesgos para la salud.  La vía de entrada más peligrosa al organismo es la inhalación.
- Liposolubilidad: Son moléculas orgánicas y por lo tanto son liposolubles, presentan afinidad por las grasas y se acumulan en los tejidos grasos del cuerpo humano. Productos resultantes de su metabolismo dentro del organismo si presentan hidrosolubilidad.
- Inflamabilidad: Generalmente son compuestos inflamables, es decir que arden con facilidad en contacto con el aire.
- Toxicidad: Las propiedades tóxicas van a depender de cada compuesto y de las condiciones de exposición. A corto plazo pueden causar reacciones alérgicas o mareos y en exposiciones más prolongadas se relacionan con lesiones neurológicas y otros efectos psiquiátricos como irritabilidad, falta de memoria, dificultad de concentración…
- Reactividad química: Estos compuestos tienen una química atmosférica muy activa[4] y, en unión a la luz solar y los óxidos de nitrógeno, generan un tipo de contaminación atmosférica conocido como smog. Otros efectos ambientales asociados a algunos COV son la destrucción de la capa de ozono (metano, tetracloruro de carbono) o el cambio climático (metano, etc.).